# Ања Мит
Ања Мит (Београд, 15. фебруар 1992) српска је глумица, певачица и ТВ водитељка.

## Биографија
Глуму је дипломирала на Академији уметности у Београду, у класи професорке Оливере Викторовић. Игра у београдском позоришту Бошко Буха. Мајка Јелена је чланица хора Позоришта на Теразијама, а отац Ивица Мит је саксофониста. Популарност је стекла улогом Анчи у ТВ серији Комшије. Певачку каријеру започела је у истој серији, где је као Анчи отпевала нумере Докажи и Млински камен. Као чланица групе Осми ваздух и другари, учествовала је на Беовизији 2018, са песмом Пробуди се.
У септембру 2019. добила је водитељски ангажман у емисији Ауто мото шоу, која се приказивала на телевизијама Прва и О2. Партнер у овој емисији био јој је колега Стефан Бузуровић. У фебруару 2022. почела је да води емисију Уна, дуе, тре на ТВ каналу Уна.

### Приватни живот
Мит се 4. септембра 2022. удала за пилота Огњена Весића, кога је упознала током снимања једне емисије коју је водила. У јануару 2025. године, у ТВ емисији Амиџи шоу, објавила је да се развела.

## Улоге

### Филмографија
| Год.       | Назив                   | Улога                 | Напомена                |
| ---------- | ----------------------- | --------------------- | ----------------------- |
| 2010-е     |                         |                       |                         |
| 2010.      | Приђи ближе             | Јована                | ТВ серија, 15 еп.       |
| 2015—2018. | Комшије                 | Анђелија Анчи Черовић | ТВ серија, главна улога |
| 2016.      | Главом кроз зид         |                       | ТВ серија, 2 еп.        |
| 2017.      | Бисер Бојане            | сестра Ивана          |                         |
| 2017—2019. | Истине и лажи           | Тара Исидоровић       | ТВ серија, главна улога |
| 2017—2020. | Сенке над Балканом      | Ранка                 | ТВ серија, 13 еп.       |
| 2018.      | Бисер Бојане            | сестра Ивана          | ТВ серија, 1 еп.        |
| 2018.      | продавачица             |                       |                         |
| 2019.      | Далеко је Холивуд       | Тамара                | ТВ серија, 10 еп.       |
| 2019.      |                         | Наталија              | ТВ серија, 11 еп.       |
| 2020-е     |                         |                       |                         |
| 2020.      | Ургентни центар         | Марина Велимировић    | ТВ серија, 13 еп.       |
| 2021.      | Радио Милева            | Мима                  | ТВ серија, 1 еп.        |
| 2021.      | Певачица                | Ана                   | ТВ серија, 5 еп.        |
| 2021—2022. | Коло среће              | Лена Васиљевић        | ТВ серија               |
| 2022.      | Камионџије д. о. о.     | Мира                  | ТВ серија, 1 еп.        |
| 2023.      | Лако је Ралету          | конобарица Анђелина   | ТВ серија, 1 еп.        |
| 2024.      | Док нас смрт не растави | Ташана                | ТВ филм                 |

### Спотови
- Ја леђа љубави нисам окренуо — Давор Јовановић (2013)[8]